# Jean-François Girard (médecin)
 (août 2013).
Pour les articles homonymes, voir Jean-François Girard.
Jean-François, Robert, Nemours Girard, né en novembre 1944, est un médecin, universitaire et haut fonctionnaire français.

## Biographie
Fils du docteur Joseph Girard, maire de La Faute-sur-Mer et de son épouse, née Suzanne Théric, psychanalyste, Jean-François Girard est docteur en médecine.
Professeur des universités – praticien hospitalier à l'Université Pierre-et-Marie-Curie, il enseigne la médecine et la néphrologie à l’UFR Broussais-Hôtel Dieu de Paris 6 (1976-1983) et il conduit des recherches en immuno-néphrologie (1974-1979). 
Il est conseiller technique au cabinet du ministre de l'Éducation nationale sous Alain Savary et Jean-Pierre Chevènement (1983-1986), chargé des affaires hospitalo-universitaires.
Il est directeur général de la Santé (1986-1997), délégué interministériel à la lutte contre le Sida (1994-1997), président du Réseau national de santé publique (1992-1997) et secrétaire général du Haut comité de santé publique (1991-1997).
Nommé Conseiller d'État en service ordinaire (1997), il est affecté à la section sociale et à la section du contentieux.
Maître de conférences à l’ENA, il est également administrateur de l’assistance publique - hôpitaux de Paris (1998-2001), président de la Commission nationale des praticiens hospitaliers (1998-2001), président de la fondation Odilon Lannelongue (1998), président du comité de sélection de l’Inspection générale des Affaires sociales de 2003 à 2005, membre du Haut conseil pour la coopération internationale (2006), président du conseil scientifique de l’AFSSA (Agence française de sécurité sanitaire des aliments) (juillet 2006), administrateur de l’Institut de physique du globe de Paris (2007), membre du conseil scientifique de l'Institut des hautes études pour la science et la technologie (2008), administrateur de la Croix-Rouge française (2009).
Représentant de la France auprès de l’Organisation mondiale de la santé de 1986 à 2001, il en a présidé, en 1992-1993, le conseil exécutif.
De 2001 à 2009, Jean-François Girard a présidé l’Institut de recherche pour le développement (IRD). 
Il a été élu président du PRES Sorbonne Paris Cité le 31 mars 2010.
Il est l’auteur d’un rapport sur la maladie d'Alzheimer (2000) et d’un rapport sur la veille sanitaire en France (2006).

## Œuvres
- Quand la santé devient publique, Hachette Littérature (1998).

## Décorations
- Officier de la Légion d’honneur
- Commandeur de l’ordre national du Mérite